# Antonia Caenis

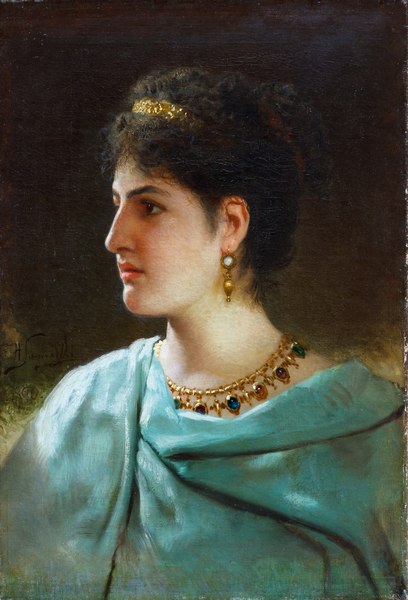
Henryk Siemiradzki: Porträt der Antonia Caenis, 1890 (fiktionale Darstellung)

Antonia Caenis († 73/74) war die Privatsekretärin der jüngeren Antonia und die Konkubine des römischen Kaisers Vespasian. Sie ist bei Sueton und Cassius Dio bezeugt.
Antonia Caenis war als Sklavin der Antonia, der Schwägerin des Tiberius und Mutter des Claudius, für deren private Korrespondenz zuständig. Der Historiker Cassius Dio berichtet in seiner Römischen Geschichte, dass Caenis von ihrer Herrin jenes belastende Dokument diktiert wurde, das 31 zum Sturz des mächtigen Prätorianerpräfekten Sejan führte. Als sie anschließend gebeten wurde, das Geschriebene sofort zu vergessen, soll sie entgegnet haben: „Deine Weisung, Herrin, ist vergeblich; ich trage nämlich nicht allein dies, sondern auch all das andere, was du mir diktiert hast, stets in meinem Sinn, und es kann niemals getilgt werden.“
Caenis wurde später von Antonia freigelassen und gelangte zu beträchtlichem Einfluss am Hof des Sohnes ihrer ehemaligen Herrin. Sie begann eine Beziehung mit dem fähigen Vespasian, der zu dieser Zeit noch mit Flavia Domitilla verheiratet war, und unterstützte dessen Aufstieg unter Claudius und Nero. Sie erwies sich auch als sehr geschäftstüchtig und half ihrem Partner bei dessen finanziellen Transaktionen. Vespasian nahm sie nach dem Tod seiner Gattin offiziell zur Konkubine, eine reguläre Heirat war aufgrund des Standesunterschiedes (Vespasian war Senator, Caenis eine Freigelassene) nicht möglich.
Nachdem Vespasian aus den Wirren des Vierkaiserjahres 69 als Kaiser hervorgegangen war, trat Caenis neben ihm in der Öffentlichkeit wie eine rechtmäßige Ehefrau auf. Sie lebte in einer repräsentativen Villa an der Via Nomentana in Rom und besaß dort einen eigenen Haushalt, in dem sie nun selbst Sklaven beschäftigte. Offenbar behandelte sie ihre Bediensteten sehr gut, sie wird jedenfalls in einer Inschrift als optima patrona („beste Herrin“) bezeichnet. Durch ihre Mitwirkung an den Finanzgeschäften ihres Partners konnte sich Caenis ein beträchtliches Vermögen erwerben. Möglicherweise gehen die nach ihrem Tod 73 oder 74 an der Via Nomentana errichteten Thermen auf eine testamentarische Stiftung zurück. Ihre Sklaven gingen nach ihrem Tod auf das Kaiserhaus über und trugen als Freigelassene das Cognomen Caenidianus.

## Literarische und musikalische Rezeption
- Hans Huber (Musik), Joseph Victor Widmann (Libretto): Caenis. Kantate für Männerchor, Altsolo und Orchester. 1890.
- Lindsey Davis: Die Gefährtin des Kaisers. Roman. Droemer Knaur, München 2001, ISBN 3-426-63108-3.
- Robert Fabbri: Das Schwert des Tribuns. Rowohlt, Reinbek bei Hamburg 2018, ISBN 978-3-499-27512-8.